# یاران چه غریبانه
«یاران چه غریبانه» یا «غریبانه» یا «یاران» یکی از ترانه‌های مربوط به جنگ ایران و عراق است.

## تاریخچه
پرویز بیگی حبیب‌آبادی این شعر را پس از آزادسازی خرمشهر سرود. داستان سرودن «غریبانه» به نقل از او چنین است: «من در آذر سال ۱۳۶۰ همراه با جمعی از شاعران به جنوب کشور سفر کردم و زمانیکه وارد خرمشهر شدم؛ با مشاهده اوضاع شهر پس از حمله دشمن این غزل را سرودم. دیدن اجساد کشته‌شدگان در کامیون‌های ارتشی و دیدن سربازان و زخمی‌ها در شهرهای خرمشهر و آبادان مرا تحت تأثیر قرار داده بود و من این شعر را در نیم ساعت سرودم.» این ترانه ابتدا توسط مهدی سلحشور و بعد توسط حسام‌الدین سراج و غلام کویتی‌پور و صادق آهنگران اجرا شد. این ترانه در چند فیلم سینمایی و چند نمایشنامه خوانده شد.

## متن شعر
| یاران چه غریبانه، رفتند از این خانه  |  | هم سوخته شمع ما، هم سوخته پروانه    |
| بشکسته سبوهامان، خون است به دل‌هامان  |  | فریاد و فغان دارد، دردی‌کش میخانه    |
| هر سوی نظر کردم هر کوی گذر کردم      |  | خاکستر و خون دیدم، ویرانه به ویرانه |
| افتاده سری سویی، گلگون شده گیسویی    |  | دیگر نبود دستی، تا موی کند شانه     |
| تا سر به بدن باشد، این جامه کفن باشد |  | فریاد اباذرها، ره بسته به بیگانه    |
| لبخند سروری کو، سر مستی و شوری کو    |  | هم کوزه نگون گشته، هم ریخته پیمانه  |
| آتش شده در خرمن، وای من و وای من     |  | از خانه نشان دارد، خاکستر کاشانه    |
| ای وای که یارانم، گل‌های بهارانم      |  | رفتند از این خانه، رفتند غریبانه    |

## بازخوانی در تیتراژ فیلم ویلایی‌ها
کویتی‌پور این ترانه را برای تیتراژ پایانی فیلم ویلایی‌ها بازخوانی کرد.